# Gaspar de Sequeira
Gaspar de Sequeira nacido como Gaspar Dias Moreno e Peres Cerqueyra o Gaspar Díaz Moreno y Pérez Sequeira o simplemente Gaspar de Cerqueira o bien Gaspar de Cerqueyra (Ponte de Lima, Reino de Portugal, ca. 1573 – Concepción de Buena Esperanza del Bermejo, gobernación del Río de la Plata y del Paraguay, ca. 1614) era un militar que llegó al rango de capitán y conquistador que ocupó cargos de funcionario colonial, y aunque si bien era de origen portugués estaba al servicio del Imperio español, debido a la unión dinástica de esta y de Portugal bajo la soberanía de la Monarquía Hispánica. Hacia 1611 fue elegido alcalde de primer voto de Concepción de Buena Esperanza.

## Biografía hasta la despoblación de Esteco Vieja

### Origen familiar y primeros años
Gaspar de Sequeira había nacido hacia el año 1573 en la localidad de Ponte de Lima, ubicada en el Reino de Portugal, siendo hijo del capitán Domingo Díaz Moreno y Pérez Cerqueyra o simplemente Domingo Pérez (Portugal, ca. 1543-Concepción del Bermejo, después de 1609), un conquistador del Tucumán, y de su esposa Ana Pinta (n. Portugal, ca. 1553).

### Viaje con los padres a la Sudamérica española

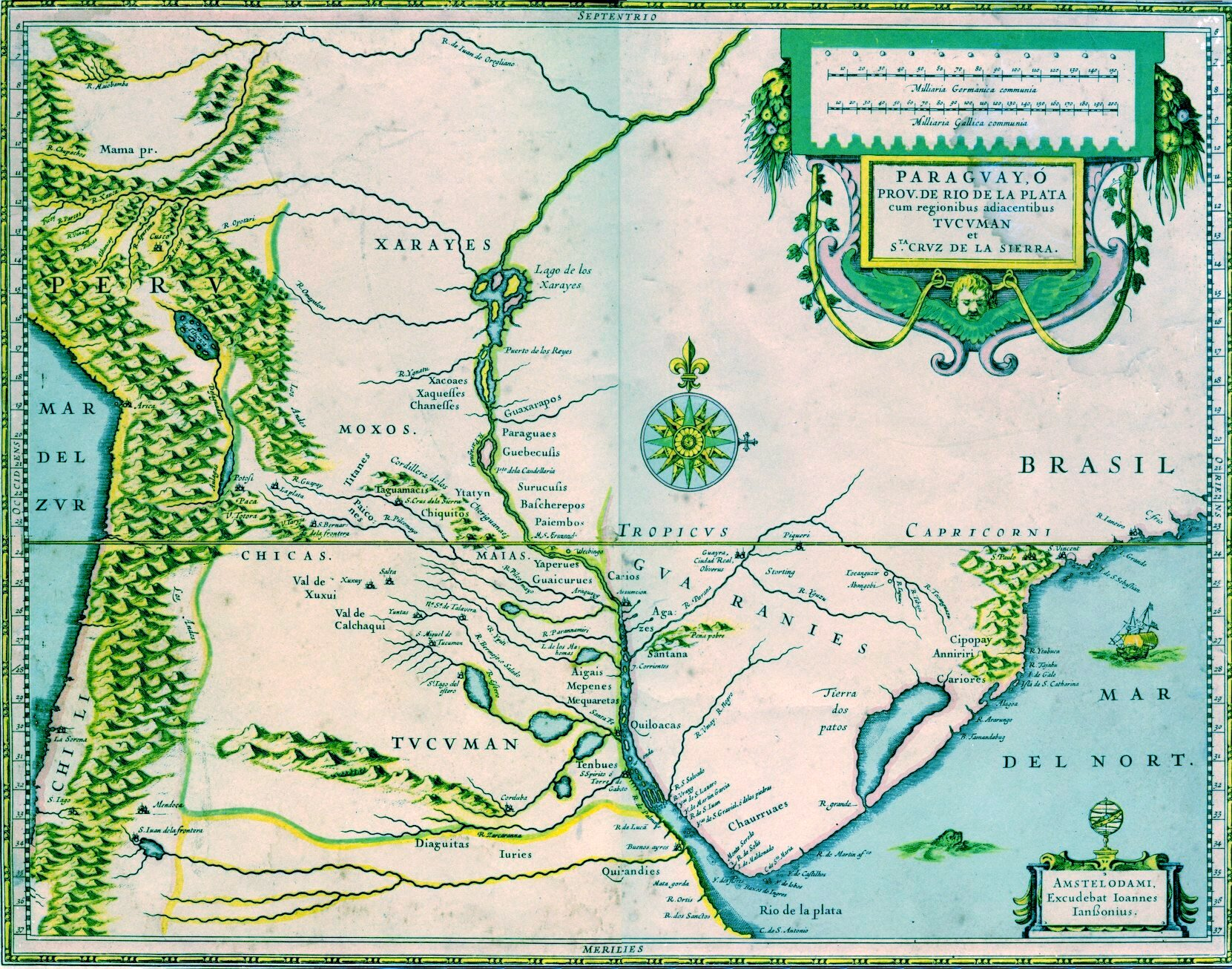
El Virreinato del Perú con su provincia de Charcas y las gobernaciones autónomas del Tucumán y del Río de la Plata y del Paraguay, compuesta por las tenencias de gobierno de Asunción, de Corrientes, de Santiago de Jerez, del Guayrá, de Santa Fe y de Buenos Aires (en un mapa de 1600).

Gaspar siendo un niño, junto a sus padres, se avecindó en Nuestra Señora de Talavera de Esteco hacia 1588, ubicada en la jurisdicción de la gobernación del Tucumán que era una entidad autónoma del Virreinato del Perú, luego de la unión dinástica Filipina de Portugal y el Imperio español bajo la soberanía de la Monarquía Hispánica.
En dicha urbe hispana su padre ocupó el cargo de oficial de la Real Hacienda en el año 1589 y posteriormente fue nombrado regidor de su Cabildo hasta su despoblamiento en el año 1609.
Hacia 1606, Gaspar de Sequeira se casó con Ana de Valenzuela Bohorques y en 1607 nació su primogénita Juana de Sequeira.

### Vecino de Talavera de Esteco y la despoblación

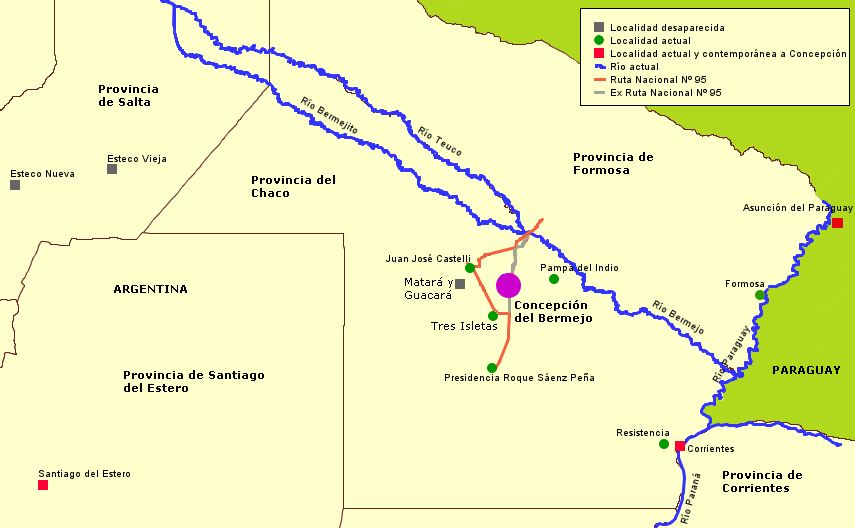
La ciudad de Corrientes y la antigua urbe chaqueña de Concepción del Bermejo, además de sus encomiendas Matará-Guacará, todas en la gobernación del Río de la Plata, y también Esteco Nueva con su estancia Esteco Vieja y rancheríos de Culicas-Yatasto en la gobernación del Tucumán, ambas ciudades extintas respectivamente en 1632 y en 1692 (en mapa con divisiones políticas actuales).

Luego de la despoblación de la ciudad de Talavera de Esteco, la mayoría de los habitantes se avecindaron en la nueva ciudad de Talavera de Madrid de Esteco Nueva y solo un pequeño contingente de personas se quedaron en una estancia que mantuvo el nombre de Esteco El Viejo y otros pocos en los próximos rancheríos de Culicas y Yatasto, también de la jurisdicción tucumana.
Gaspar de Sequeira, junto a su esposa e hija Juana de tan solo dos años de edad, se avecindó en la ciudad de Concepción del Bermejo en el año 1609, ya que estaba cerca de su encomienda de la mitad de Guacará, y en donde nacerían sus tres hijos menores.
En la otra mitad de Guacará estaba como encomendero su suegro Don Benito y en la vecina Matará era la encomendera Isabel de Salazar, dos veces viuda, primero en 1596 del teniente de gobernador Hernán Mejía de Mirabal y en 1605 del teniente de gobernador Alonso de Vera y Aragón y Calderón, todas estas localidades estaban dentro de la jurisdicción de la gobernación del Río de la Plata y del Paraguay.

## Alcalde de primer voto de Concepción del Bermejo y deceso

### Diversos cargos de funcionario y electo alcalde
Una vez instalado en la localidad chaqueña, pasó a ocupar el puesto de regidor del Cabildo de Concepción del Bermejo, luego fue nombrado alférez real y posteriormente fue elegido alcalde de primer voto hacia 1611.

### Fallecimiento
Finalmente el capitán Gaspar de Sequeira falleció en Concepción del Bermejo hacia el año 1614, fecha que heredaría su encomienda de la mitad de Guacará a su esposa.

## Matrimonio y descendencia
Gaspar de Sequeira se había unido en matrimonio en Nuestra Señora de Talavera de Esteco hacia el año 1606 con la muy joven Ana de Valenzuela Bohorques (n. Talavera de Esteco, ca. 1585), una hija de su homónima madre Ana de Valenzuela (n. Lima, Virreinato del Perú, ca. 1560) y de su esposo el mestizo hispano-inca Antón Martín de Don Benito y Yupanqui (Lima, 1545 - Concepción del Bermejo, ca. 1614) que había sido conquistador del Perú, de Chile y del Tucumán, se convirtió en vecino fundador de la ciudad de Talavera de Esteco en 1567 y luego al ser encomendero de la otra mitad de Guacará desde 1584, se avecindó en Concepción del Bermejo en el año 1608.
Los abuelos paternos de Ana de Valenzuela Bohorques eran la princesa incaica Isabel Yupanqui y el capitán Alonso Martín de Don Benito que fue alcalde de primer voto de Lima en 1541 y era medio hermano uterino del marqués Francisco Pizarro (1478-1541), gobernador de Nueva Castilla, quien se había amancebado con su cuñada, la princesa inca Inés Huaylas Yupanqui.
Por lo tanto, Ana era bisnieta paterna del emperador inca Huayna Cápac (ca.1467-1527) y de su esposa Mama Cusirimay, y del agricultor Francisco Martín de Don Benito (n. Don Benito de Extremadura, Corona castellana, ca. 1443) y de su cónyuge Francisca González Mateos (n. ca. 1450), la cual era una doncella de Beatriz Pizarro y amante de su sobrino Gonzalo Pizarro Rodríguez de Aguilar con quien tuvo dos hijos naturales.
Fruto del enlace entre Gaspar de Sequeira y su esposa Ana de Valenzuela nacieron por lo menos cuatro hijos:
- Juana de Sequeira[1][3][5][6][11][12] (n. Nuestra Señora de Talavera de Esteco,[1] gobernación del Tucumán, 1607),[1] se había unido en matrimonio en 1638[5] en la ciudad de Corrientes[5] con el hidalgo[13] hispano-andaluz Pedro Gómez de Aguiar.[13]

- Antón Martín de Don Benito y Díaz Moreno[14][15] (n. Concepción del Bermejo,[15] 1608)[14] era un militar que llegaría al rango de capitán,[14] fue regidor del Cabildo de Corrientes,[14] alférez real en 1647,[14] alcalde de primer voto en 1651 y en 1657,[14] encomendero de Santa Ana de los Guácaras desde 1665[14] y nuevamente alcalde en 1671 y en 1675,[14] además había sido fiador en 1638 del consuegro de su hermana Juana quien fuera el nuevo teniente de gobernador Nicolás de Villanueva,[14] y se había casado en 1643[15] con María de los Reyes Bermúdez[15] (n. ca. 1623).

- Juan Díaz Moreno de Cerqueyra y Don Benito[14][16] (Concepción del Bermejo,[14] 1609[14] - Corrientes, 10 de agosto de 1695)[17] era un militar que llegaría al rango de capitán[14] que se hizo encomendero de los aborígenes nagaimales[14] y fue nombrado alcalde de hermandad de Corrientes, ambos desde 1647,[14] regidor del Cabildo correntino en 1650 y en 1656,[14] electo alcalde de segundo voto en 1657, de primer voto en 1665[14] y procurador general de la ciudad en 1672,[14] que se había casado en primeras nupcias en 1644[16][17] con María de la Cruz Arias de Mansilla[16][17] (Corrientes,[16] ca. 1624 - ib., e/ 3 de marzo y diciembre de 1662),[16][17] una hija del capitán Juan Arias de Mansilla y Espinosa[16][17] y de su cónyuge María de Segovia[16][17] y nieta del capitán mestizo hispano-guaraní Francisco Arias de Mansilla[18] (n. Asunción del Paraguay,[18] 1570),[18] avecindado en Corrientes y encomendero,[18] y de Lucía de Espinosa Belmonte y Balmaceda[18] (n. Asunción,[18] ca. 1591), y posteriormente en segundas nupcias en 1666[17] con Mayor López[16][17] (n. ca. 1636).

- Micaela de Sequeira[5] (n. Concepción del Bermejo, ca. 1615) quien luego del abandono del territorio chaqueño en el año 1632,[5] junto a su hermana Juana,[5] su hermano Antón Martín de Don Benito y todos los aborígenes de las encomiendas de ambos, se instalaron a cinco leguas de la ciudad de Corrientes,[5] en la reducción de Santa Ana de los Guácaras que había sido fundada por los franciscanos en 1621.